# نمایشگاه بین‌المللی اسباب‌بازی نورنبرگ

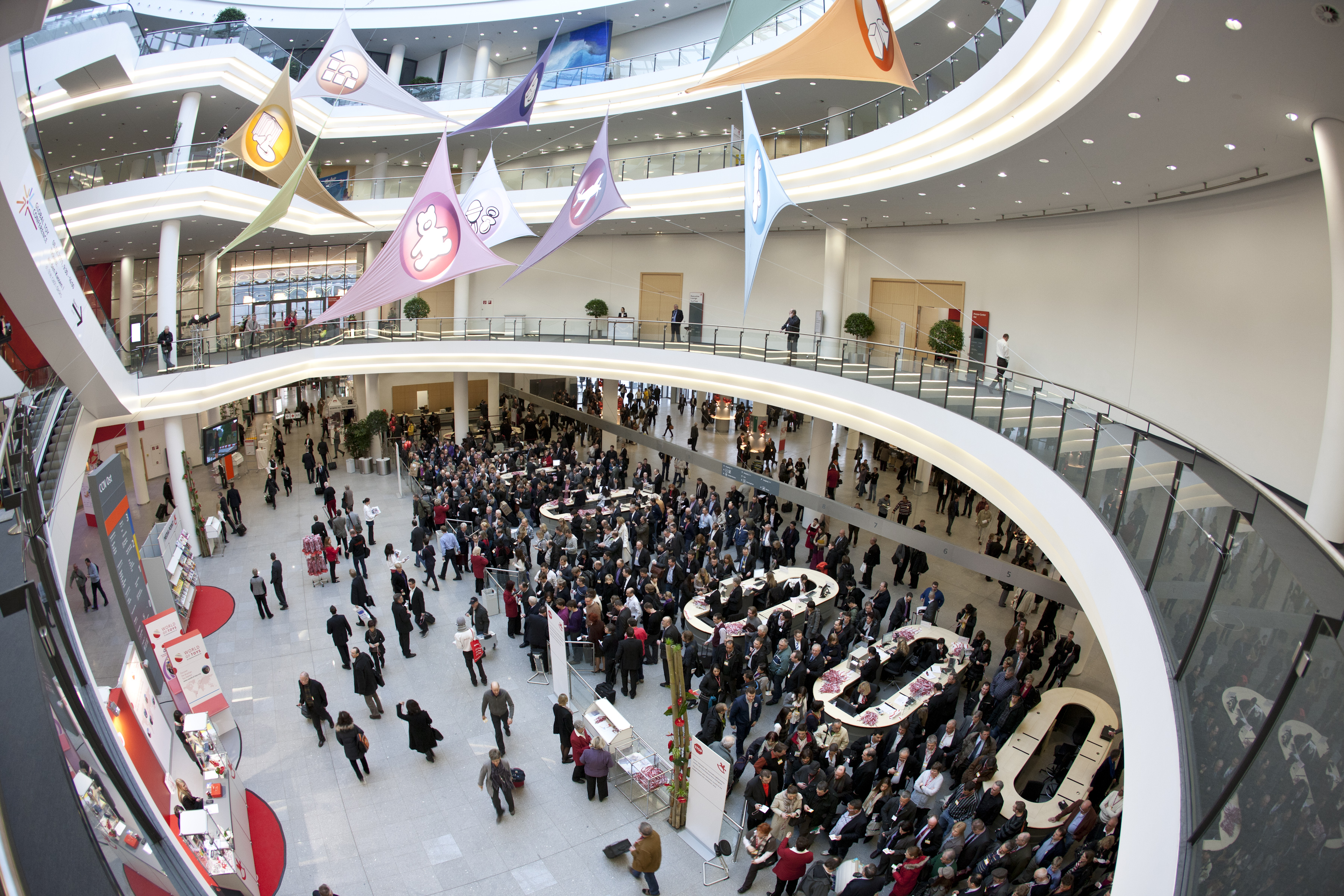
محوطه نمایشگاه در سال ۲۰۱۱

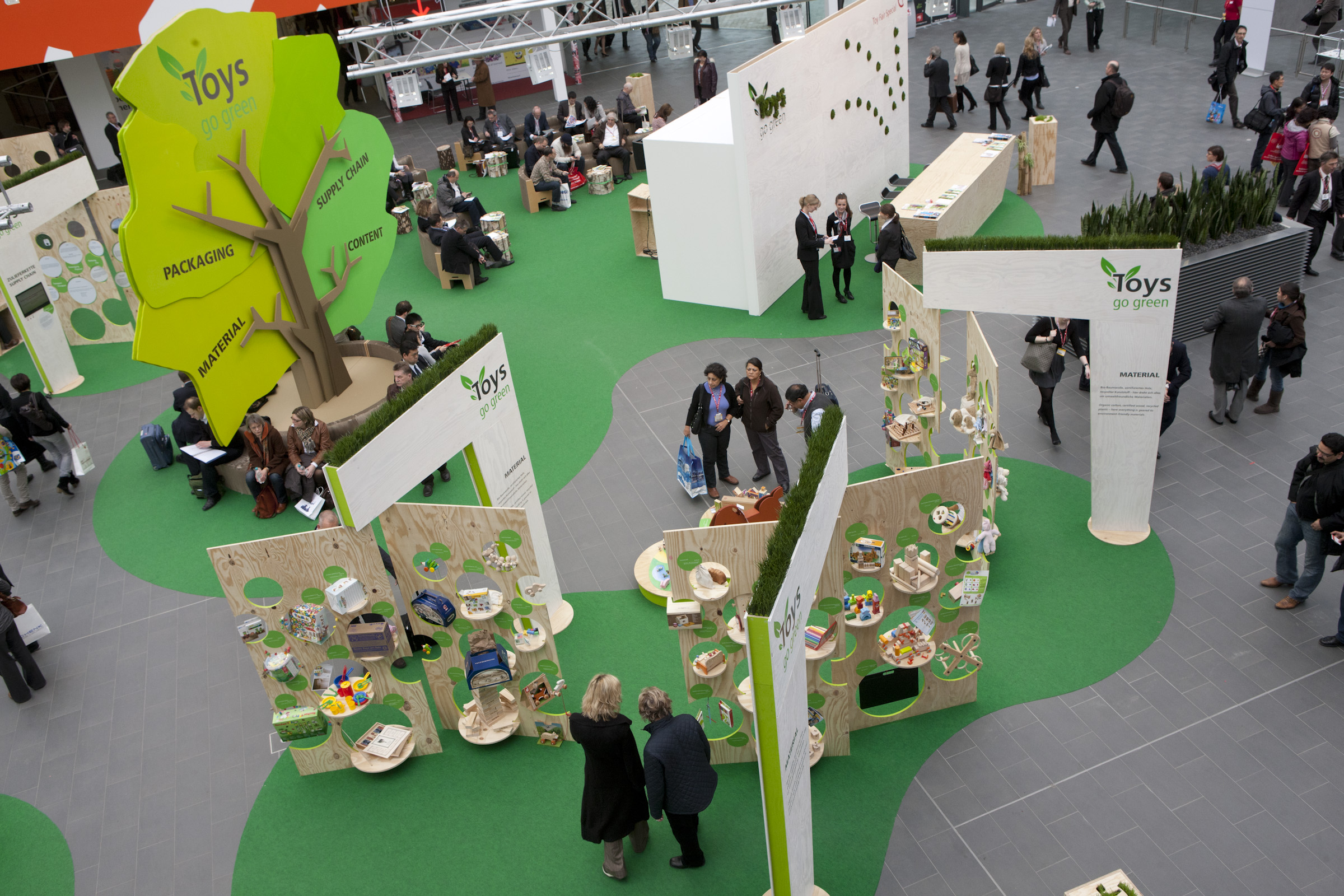
بخش اسباب‌بازی‌های سبز (دوستدار محیط‌زیست)

نمایشگاه بین‌المللی اسباب‌بازی نورنبرگ (Spielwarenmesse International Toy Fair Nürnberg)، بزرگترین نمایشگاه تجاری بین‌المللی اسباب‌بازی است که از ۱۹۴۹ تاکنون هر ساله برگزار می‌شود. تنها بازدیدکنندگان تجاری صنایع اسباب‌بازی، خبرنگاران و مهمانان دعوت‌شده اجازه دیدار از این نمایشگاه را دارند. در این نمایشگاه ۶ روزه، هر ساله حدود ۲۷۰۰ تولیدکننده اسباب‌بازی، نوآوری‌های خود را در این عرصه نمایشی می‌دهند. در سال ۲۰۱۱ حدود ۷۹۰۰۰ بازدیدکننده از این نمایشگاه دیدار کردند که ۵۴٪ آن‌ها خارجی بودند. این نمایشگاه بدست شرکت نمایشگاهی بازاریابی و تجارت Spielwarenmesse eG هرساله در شهر نورنبرگ در کشور آلمان برگزار می‌شود.

## گستره محصولات
هرساله حدود یک میلیون محصول که حدود ۷۰۰۰۰ تای آن‌ها جدید هستند به نمایش گذاشته می‌شوند. محصولات در گروه‌های مختلفی عرضه می‌شوند که در سال ۲۰۱۱ بدین صورت بوده‌است:
- مدلسازی، سرگرمی
- مدل ریلی و تجهیزات وابسته
- اسباب‌بازی‌های فنی، آموزشی و اکشن
- عروسک، اسباب‌بازی‌های نرم
- بازی‌ها، کتاب، یادگیری و آزمایشگاهی، رسانه‌ای
- بزمی و جشنواره‌ای
- اسباب‌بازی‌های چوبی، صنایع‌دستی و هدیه
- ورزشی، فراغت و خارج از خانه
- مدرسه‌ای و نوشت‌افزار
- اسباب‌بازی‌های بچه‌گانه و خردسال
- گروه چند محصولی

## جایزه نوآوری
این جایزه براساس درجه نوآوری، نحوه بازی، خلاقیت و مفهوم بازی اهدا می‌شود. هیئت داوری متشکل از خبرگان صنعت اسباب‌بازی جوایزی را در پنج دسته اهدا می‌کنند (گروه‌ها در سال ۲۰۱۱)
- بچه‌گانه و خردسال
- پیش از مدرسه
- کودکان سن مدرسه
- نوجوانان و خانواده
- جایزه ویژه (موضوعش هرساله تغییر می‌کند)

## کنفرانس سراسری اسباب‌بازی
در آخرین روز نمایشگاه برگزار شده و به آینده اسباب‌بازی و صنعت آن (همچون تقویت این صنعت، امنیت اسباب‌بازی‌ها، بازاریابی آنلاین و غیره) می‌پردازد.